# Шолгоч
Шолгоч — река в России, протекает по Мурманской области. Устье реки находится в 17 км по левому берегу реки Тулома. Длина реки составляет 10 км.

## Данные водного реестра
По данным государственного водного реестра России относится к Баренцево-Беломорскому бассейновому округу, водохозяйственный участок реки — Тулома от Верхнетуломского гидроузла и до устья. Речной бассейн реки — бассейны рек Кольского полуострова, впадает в Баренцево море.
Код объекта в государственном водном реестре — 02010000412101000001454.